# X (Ed Sheeran)
x (spreek uit als multiply) is het tweede studioalbum van de Britse singer-songwriter Ed Sheeran. Het album werd op 20 juni 2014 door Asylum Records, Atlantic Records uitgebracht. Het album bereikte de nummer 1-positie in 15 landen.
Het album bracht vijf singles voort: Sing, Don't, Thinking Out Loud, Bloodstream (een samenwerking met Rudimental) en Photograph.

## Tracklist
| 1.                 | One               | Ed Sheeran                                                                         | Jake Gosling               | 4:12 |
| 2.                 | I'm a Mess        | Sheeran                                                                            | Gosling                    | 4:04 |
| 3.                 | Sing              | Sheeran, Pharrell Williams                                                         | Williams                   | 3:55 |
| 4.                 | Don't             | Sheeran, Benny Blanco, Benjamin Levin                                              | Rick Rubin, Benny Blanco   | 3:39 |
| 5.                 | Nina              | Sheeran, McDaid                                                                    | Gosling                    | 3:45 |
| 6.                 | Photograph        | Sheeran, McDaid                                                                    | Jeff Bhasker, Emile Haynie | 4:19 |
| 7.                 | Bloodstream       | Sheeran, McDaid, Gary Lightbody, Rudimental, Kesi Dryden, Piers Aggett, Leon Rolle | Rubin                      | 5:00 |
| 8.                 | Tenerife Sea      | Sheeran, McDaid, Foy Vance                                                         | Rubin                      | 4:01 |
| 9.                 | Runaway           | Sheeran, Williams                                                                  | Williams                   | 3:25 |
| 10.                | The Man           | Sheeran                                                                            | Gosling                    | 4:10 |
| 11.                | Thinking Out Loud | Sheeran, Amy Wadge                                                                 | Gosling                    | 4:41 |
| 12.                | Afire Love        | Sheeran, McDaid, Vance                                                             | McDaid                     | 5:14 |
| Totale duur: 50:23 |                   |                                                                                    |                            |      |